# Logothérapie
 (février 2025).
Si vous disposez d'ouvrages ou d'articles de référence ou si vous connaissez des sites web de qualité traitant du thème abordé ici, merci de compléter l'article en donnant les références utiles à sa vérifiabilité et en les liant à la section « Notes et références ».
En pratique : Quelles sources sont attendues ? Comment ajouter mes sources ?
 (novembre 2015).

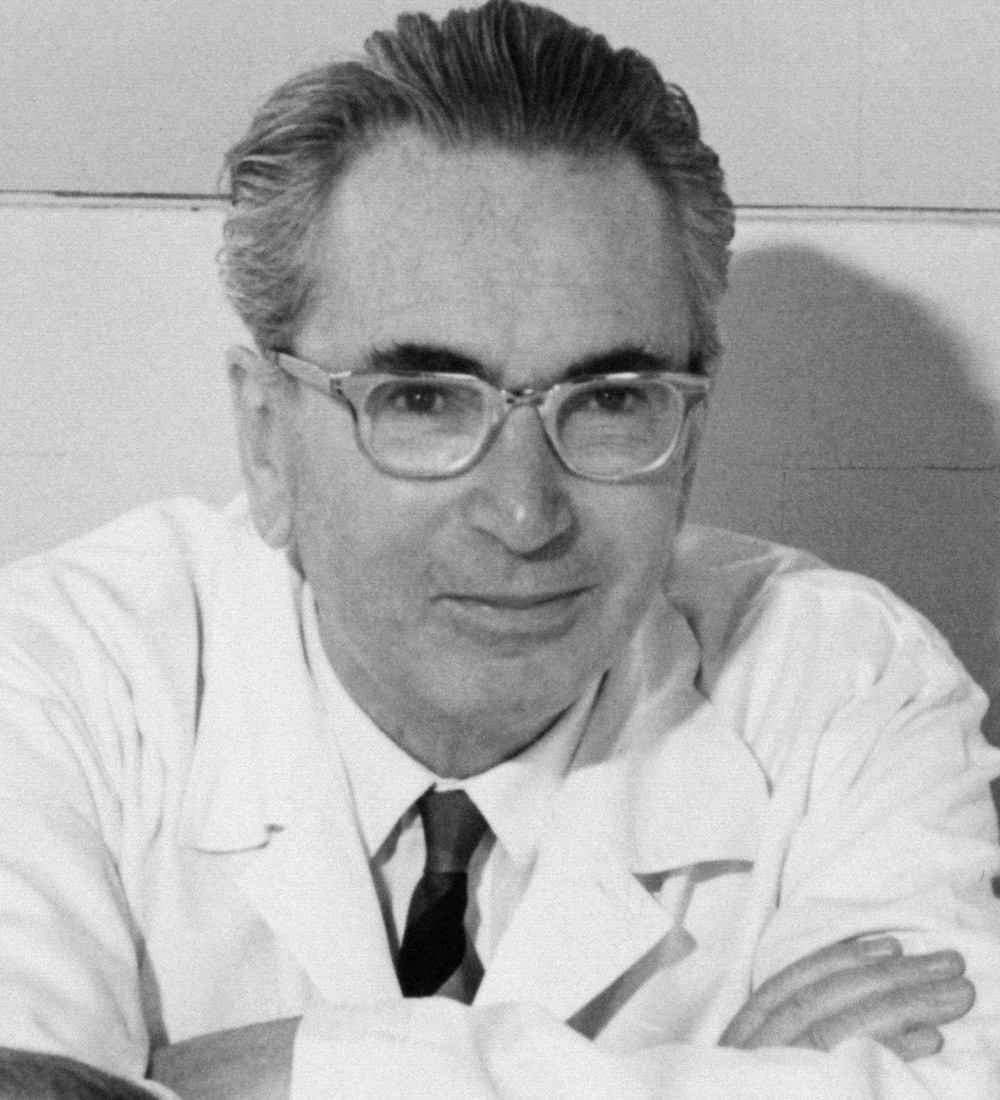
Viktor Frankl, inventeur de la logothérapie, en 1965.

La logothérapie est une psychothérapie destinée à sensibiliser l'individu au sens de sa vie. Selon Viktor Frankl elle est considérée comme la troisième école viennoise de psychothérapie focalisée sur le besoin de sens, alors que la psychanalyse freudienne serait centrée sur le principe de plaisir et que celle d'Alfred Adler se cristalliserait sur la volonté de puissance individuelle.

## Historique
Le fondateur de la logothérapie Viktor Frankl utilise l'approche holistique de l'individu pour lui faire prendre conscience du sens de sa vie.
La logothérapie diffère de la psychanalyse sur l’étiologie sexuelle des névroses et sur le problème de la religion. En effet, Frankl dénonce l'esprit de croisade contre les croyances en considérant que la névrose individuelle pourrait être l’expression d’une religion refusée.
La logothérapie postule que tout être humain est doté d'une motivation primaire qui l'oriente vers le sens de sa vie. Aussi, le thérapeute n'est-il pas là pour diriger le patient mais pour l'aider à reconnaître les valeurs qui l'attirent et à réaliser son entéléchie, c'est-à-dire les meilleures possibilités inscrites dans sa situation concrète.
Frankl estime qu'une des principales causes de névrose est la perte de sens. Il défend la thèse selon laquelle l'inconscient est principalement d'essence spirituelle car « lorsqu'on trouve un sens aux événements de sa vie, la souffrance diminue et la santé mentale s'améliore ». Au-delà de l'instinct de plaisir, la nature profonde de l'Homme le conduit vers une réalisation morale. C'est dans son expérience des camps de concentration que le psychiatre a développé cette hypothèse.
Viktor Frankl ne considère pas que l’homme soit le jouet de ses propres pulsions. En tant qu’être humain, l’homme peut choisir librement sa perspective, sa position et son attitude face aux conditions internes et externes de son existence. L'inconscient chez Frankl n'est donc pas le même que celui de Freud, il est seulement pré-conscient. Ce dernier distinguait le pré-conscient  directement accessible et l'inconscient connaissable uniquement indirectement. Le second n'existe pas chez Frankl.
Il existe de nombreuses écoles et instituts de formation à l'Analyse existentielle & Logothérapie dans le monde, officiellement accrédités par l'IVF, l'Institut Viktor Frankl à Vienne.